# Terence Weber
Terence Weber (ur. 24 września 1996 w Geyer) – niemiecki dwuboista klasyczny, srebrny medalista mistrzostw świata, pięciokrotny medalista mistrzostw świata juniorów, zwycięzca Pucharu Kontynentalnego.

## Kariera
Po raz pierwszy na arenie międzynarodowej pojawił się 26 lutego 2011 w Baiersbronn, gdzie w zawodach juniorskich zajął piąte miejsce w zawodach metodą Gundersena. W 2014 roku wystartował na mistrzostwach świata juniorów w Val di Fiemme, gdzie wraz z kolegami wywalczył srebro w sztafecie. Jeszcze dwukrotnie startował na imprezach tego cyklu, najlepsze wyniki osiągając na mistrzostwach świata juniorów w Râșnovie w 2016 roku, gdzie zdobył srebrne medale w sztafecie i sprincie, a w Gundersenie był trzeci. W zawodach Pucharu Świata zadebiutował 5 grudnia 2015 roku w Lillehammer, gdzie zajął siedemnaste miejsce w Gundersenie. Tym samym już w swoim deciucie wywalczył pierwsze pucharowe punkty.

## Osiągnięcia

### Igrzyska olimpijskie
| Miejsce | Dzień    | Rok  | Miejscowość | Konkurencja           | Wynik zwycięzcy | Strata | Zwycięzca      |
| ------- | -------- | ---- | ----------- | --------------------- | --------------- | ------ | -------------- |
| DNS     | 9 lutego | 2022 | Zhangjiakou | Gundersen HS106/10 km | 25:07,7         | -      | Vinzenz Geiger |

### Mistrzostwa świata
| Miejsce | Dzień     | Rok  | Miejscowość      | Konkurencja           | Wynik zwycięzcy | Strata  | Zwycięzca          |
| ------- | --------- | ---- | ---------------- | --------------------- | --------------- | ------- | ------------------ |
| 25.     | 28 lutego | 2019 | Seefeld in Tirol | Gundersen HS109/10 km | 25:01,3         | +2:12,5 | Jarl Magnus Riiber |
| 2.      | 28 lutego | 2021 | Oberstdorf       | Sztafeta HS106/4x5 km | 43:57,7         | +42,7   | Norwegia           |

### Mistrzostwa świata juniorów
| Miejsce | Dzień       | Rok  | Miejscowość   | Konkurencja           | Wynik zwycięzcy | Strata      | Zwycięzca             |
| ------- | ----------- | ---- | ------------- | --------------------- | --------------- | ----------- | --------------------- |
| 8.      | 30 stycznia | 2014 | Val di Fiemme | Gundersen HS106/10 km | 29:47,1 min     | +1:27,0 min | Philipp Orter         |
| 17.     | 1 lutego    | 2014 | Val di Fiemme | Gundersen HS106/5 km  | 13:44,2 min     | +1:39,1 min | Philipp Orter         |
| 2.      | 2 lutego    | 2014 | Val di Fiemme | Sztafeta HS106/4x5 km | 53:57,6 min     | +4,5 s      | Austria               |
| 18.     | 4 lutego    | 2015 | Ałmaty        | Gundersen HS100/10 km | 25:54,2 min     | +2:10,3 min | Jarl Magnus Riiber    |
| 2.      | 7 lutego    | 2015 | Ałmaty        | Sztafeta HS100/4x5 km | 48:41,4 min     | +16,0 s     | Austria               |
| 3.      | 23 lutego   | 2016 | Râșnov        | Gundersen HS100/10 km | 28:02,1 min     | +1:08,5 min | Bernhard Flaschberger |
| 2.      | 25 lutego   | 2016 | Râșnov        | Gundersen HS100/5 km  | 11:01,5 min     | +5,1 s      | Tomáš Portyk          |
| 2.      | 26 lutego   | 2016 | Râșnov        | Sztafeta HS100/4x5 km | 48:41,4 min     | +1:26,3 min | Austria               |

### Puchar Świata

#### Miejsca w klasyfikacji generalnej
- sezon 2015/2016: 47.
- sezon 2016/2017: 30.
- sezon 2017/2018: 31.
- sezon 2018/2019: 23.
- sezon 2019/2020: 16.
- sezon 2020/2021: 15.
- sezon 2021/2022: 8.
- sezon 2022/2023: 28.
- sezon 2023/2024: 14.
- sezon 2024/2025: 16.

#### Miejsca na podium chronologicznie
| Nr | Data              | Miejscowość | Konkurencja           | Wynik zwycięzcy | Pozycja | Strata | Zwycięzca |
| -- | ----------------- | ----------- | --------------------- | --------------- | ------- | ------ | --------- |
| 1. | 27 listopada 2021 | Ruka        | Gundersen HS142/10 km | 26:11,0         | 1.      | -      | -         |

### Puchar Kontynentalny

#### Miejsca w klasyfikacji generalnej
- sezon 2013/2014: 58.
- sezon 2014/2015: 53.
- sezon 2015/2016: 10.
- sezon 2016/2017: 23.
- sezon 2017/2018: 46.
- sezon 2018/2019: nie brał udziału
- sezon 2019/2020: nie brał udziału
- sezon 2020/2021: 11.
- sezon 2021/2022: nie brał udziału
- sezon 2022/2023: 1.

#### Miejsca na podium chronologicznie
| Nr  | Data             | Miejscowość | Konkurencja              | Wynik zwycięzcy | Pozycja | Strata    | Zwycięzca           |
| --- | ---------------- | ----------- | ------------------------ | --------------- | ------- | --------- | ------------------- |
| 1.  | 24 stycznia 2016 | Pjongczang  | Gundersen HS109/10 km    | 26:47,9 min     | 3.      | +11,0 s   | Tobias Simon        |
| 2.  | 13 lutego 2016   | Ramsau      | Gundersen HS109/10 km    | 22:38,7 min     | 2.      | +3,9 s    | Vinzenz Geiger      |
| 3.  | 18 lutego 2017   | Planica     | Gundersen HS139/10 km    | 22:56.6 min     | 2.      | +18,7 s   | Lukas Klapfer       |
| 4.  | 19 lutego 2017   | Planica     | Gundersen HS139/10 km    | 22:26.7 min     | 2.      | +8,1 s    | Lukas Klapfer       |
| 5.  | 9 marca 2018     | Niżny Tagił | Gundersen HS100/10 km    | 26:19,0 min     | 3.      | +2,9 s    | Lukas Runggaldier   |
| 6.  | 12 marca 2021    | Niżny Tagił | Gundersen HS97/10 km     | 25:04,6 min     | 1.      | -         | -                   |
| 7.  | 13 marca 2021    | Niżny Tagił | Start masowy HS97/10 km  | 104,2 pkt       | 1.      | -         | -                   |
| 8.  | 14 marca 2021    | Niżny Tagił | Gundersen HS97/15 km     | 37:16,8 min     | 1.      | -         | -                   |
| 9.  | 16 grudnia 2022  | Ruka        | Start masowy HS142/10 km | 108,8 pkt       | 1.      | -         | -                   |
| 10. | 17 grudnia 2022  | Ruka        | Start masowy HS142/10 km | 115,1 pkt       | 1.      | -         | -                   |
| 11. | 18 grudnia 2022  | Ruka        | Gundersen HS142/10 km    | 27:04,4 min     | 1.      | -         | -                   |
| 12. | 18 lutego 2023   | Rena        | Gundersen HS109/10 km    | 24:19,5 min     | 2.      | +27,4 s   | Sebastian Østvold   |
| 13. | 19 lutego 2023   | Rena        | Gundersen HS139/10 km    | 24:16,0 min     | 2.      | +0,9 s    | Einar Lurås Oftebro |
| 14. | 25 lutego 2023   | Oberstdorf  | Start masowy HS137/10 km | 139,3 pkt       | 2.      | -20,0 pkt | Einar Lurås Oftebro |
| 15. | 26 lutego 2023   | Oberstdorf  | Gundersen HS137/10 km    | 24:56,1 min     | 1.      | -         | -                   |
| 16. | 17 marca 2023    | Lahti       | Gundersen HS130/10 km    | 25:39,2 min     | 2.      | +3,4 s    | Andreas Skoglund    |
| 17. | 18 marca 2023    | Lahti       | Gundersen HS130/10 km    | 27:42,7 min     | 1.      | -         | -                   |

### Letnie Grand Prix

#### Miejsca w klasyfikacji generalnej
- 2014: 44.
- 2015: 25.
- 2016: 9.
- 2017: (22.)[6]
- 2018: (17.)[7]
- 2019: (53.)[8]
- 2021: 4. (5.)[9]
- 2022: (18.)[10]
- 2023: 3. (4.)[11]
- 2024: (8.)[12]

#### Miejsca na podium chronologicznie
| Nr | Data            | Miejscowość | Konkurencja         | Wynik zwycięzcy | Pozycja | Strata | Zwycięzca       |
| -- | --------------- | ----------- | ------------------- | --------------- | ------- | ------ | --------------- |
| 1. | 2 września 2023 | Villach     | Kompakt HS98/7,5 km | 16:41,6         | 2.      | +0,8   | Johannes Rydzek |